# Diaforo
Nella mitologia greca, Diaforo era un giudice acheo che visse al tempo della guerra di Troia e vi partecipò con questo ruolo, senza, tuttavia, svolgere azioni determinanti.

## Il mito
Diaforo, un giudice, è una persona del tutto sconosciuta nella mitologia vendendo menzionato dal solo Igino, nelle sue Fabulae, che si limita a riportare il suo nome e il suo ruolo nel catalogo dei guerrieri achei che partirono alla volta della Troade.

### Fonti antiche
- Gaio Giulio Igino, Fabulae, 97.

### Traduzione delle fonti
- Igino, Miti, Milano, Adelphi Edizioni, 2000, ISBN 88-459-1575-1. Traduzione di Giulio Guidorizzi